# Johannes Albertus Finger
Johannes Albertus Finger (* um 1660 in Cochem; † 28. April 1721 ebenda) war ein kaiserlicher Postmeister und Gerichtsschöffe.

## Leben

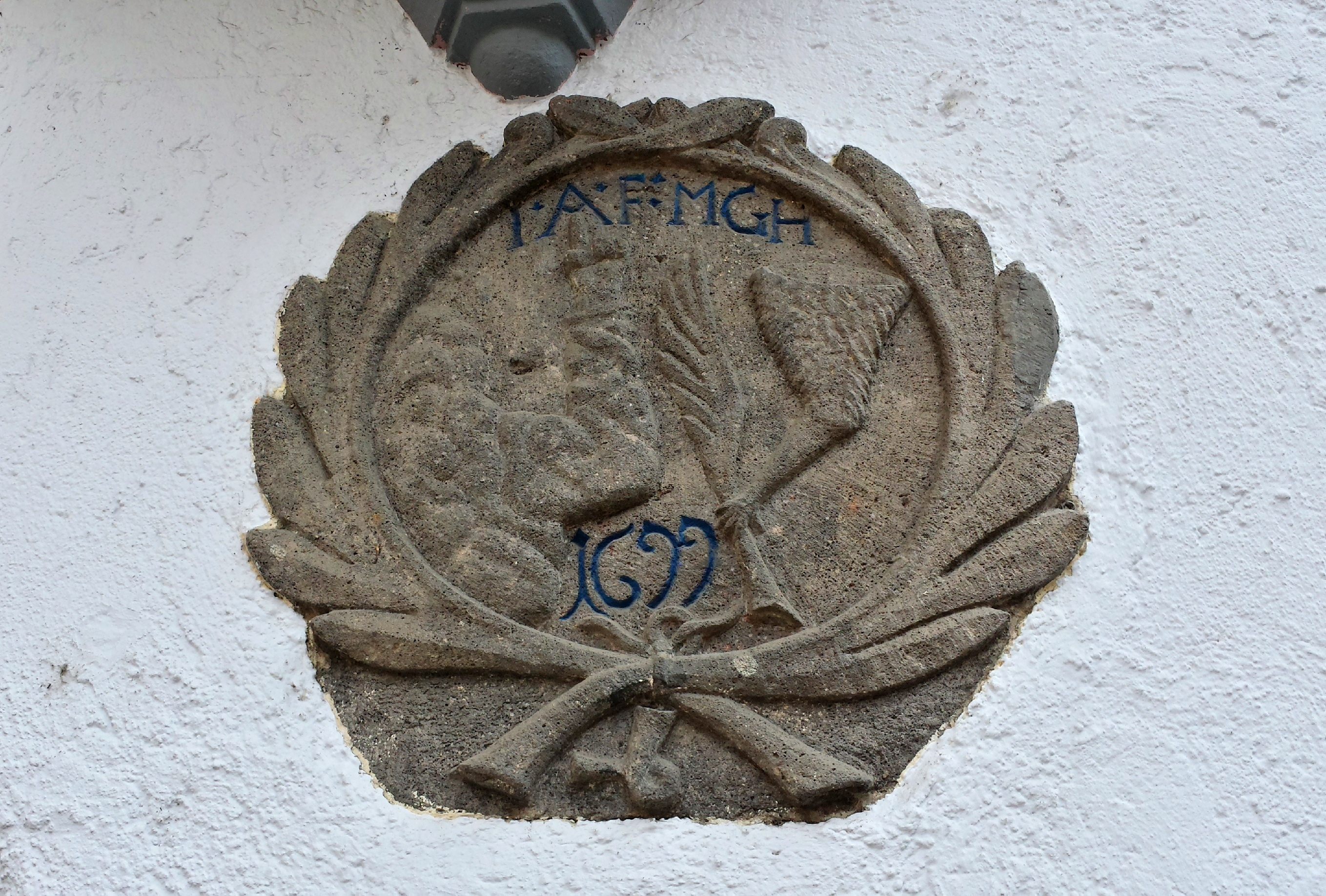
Relieftafel mit der Jahreszahl 1699 und den Initialen J. A. F. M. G. H. für Johannes Albertus Finger sowie Maria Gertrud Hochgürtel an der ehemaligen Mohrenapotheke in Cochem

Die Familie von Johannes Finger stammte ursprünglich aus Bernkastel-Kues. Von dort aus waren sie im Jahre 1624 nach Cochem gezogen. Finger, über dessen schulische Ausbildung nichts überliefert wurde, war kurfürstlicher Kellner, kaiserlicher Postmeister, Gerichtsschöffe und Consul in Cochem. Nach der Zerstörung Cochems durch französische Truppen Ludwig XIV. im Jahre 1689 ließ Finger 1699 das zerstörte Haus am Marktplatz als Patrizierhaus neu errichten. Über dem Türsturz ließ er eine ovale Relieftafel mit der Jahreszahl 1699 und den deutlich erkennbaren Initialen J. A. F. M. G. H. anbringen, die für die Namen des Bauherren Johannes Albertus Finger sowie dessen Ehefrau Maria Gertrud Hochgürtel standen.
Nachdem viele Jahre über die geistliche und weltliche Ständeordnung gestritten worden war, wurden diese auf dem Landtag von 1714 unter dem Trierer Kurfürsten Karl III. Joseph von Lothringen vereinigt. Die Vereinbarung wurde am 23. November 1714 in Koblenz von Johannes Albertus Finger als Vertreter der Stadt Cochem mit der Textzeile „qua deputatus Cochemensis“ (deut. als Deputierter Cochems) unterzeichnet.

## Familie
Johannes Albertus Finger hatte mindestens vier Kinder:
- Maria Wilhelmina (* um 1695 in Cochem)
- Arnold Albert
- Damian Ernst (* 15. Januar 1698 in Cochem)
- Johann(es) Albert(us) (* 13. Juli 1701 in Cochem). Nach einer Urkunde des Generalpostmeisters Anselm Franz von Thurn und Taxis vom 23. August 1720 übernahm Johannes Albertus Finger aufgrund der Altersschwachheit seines Vaters die neue Postverwaltung in Cochem mit dem Auftrag: „die Briefe zu colligiren und zu distribuiren, das porto einzunehmen und Uns oder Unserem Ihme vorgesetzten Reichs Postambt Coblentz zu verrechnen, alle Ordinarien, benebens denen Staffetten,... zu empfangen und zu bestellen“. Johannes Albertus Finger war in erster Ehe um 1730 mit der ebenfalls aus Cochem stammenden Maria Agnes, geb. Pauli verheiratet. Deren Söhne waren Philipp Carl (Taufe am 2. Juni 1732) sowie Theodor Adolph (Taufe am 3. März 1735; † 23. März 1800). Ein Enkelsohn und Sohn von Arnold Albert Finger war der Cochemer Stadtschultheiß Arnold Joseph Finger (1746–1809). In zweiter Ehe war Johannes Albertus Finger seit dem 3. März 1737 mit Katharina Gertrud, geb. Nalbach verheiratet.